# جامع صقللي محمد باشا
جامع صقللي محمد باشا (بالتركية: Sokollu Mehmed Paşa Camii)‏ هو جامع يقع في إسطنبول.
تم بناء الكلية فوق انقاض كنيسة بيزنطية. أمرت ببنائه امراهان سلطان زوجة صقللي محمد باشا. للجامع شاذروان للوضوء بني على طلب صقللي.
توجد في المسجد أربعة قطع الحجر الأسود موضوعة ضمن إطارات ذهبية وسط ألواح رخامية إحداها عند مدخل المسجد والثانية أعلى المحراب و الثالثة فوق مدخل المنبر والأخيرة تحت قبة المنبر.